# 田所美治
田所 美治（たどころ よしはる、明治4年4月13日（1871年5月31日） - 昭和25年（1950年）5月6日）は、日本の文部官僚・内務官僚・貴族院勅選議員。文部次官、錦鶏間祗候。

## 経歴
土佐藩士田所美之の長男として生まれる。第二高等中学校を首席で卒業。1895年（明治28年）7月、帝国大学法科大学法律学科（英法）を卒業。内務省に入り内務属となる。同年11月、文官高等試験行政科試験に合格。以後、愛媛県、宮城県、東京府の参事官を歴任した。その後、文部省に転じ、参事官、書記官、文部大臣秘書官、普通学務局長、文部次官を歴任した。また学習院御用掛、宮内省御用掛、学習院評議会会員を兼ねた。
1918年（大正7年）9月21日、貴族院議員に勅選され、退官した。退官後も臨時教育会議委員、文政審議会委員、宗教制度調査会委員、教育審議会委員、教学局参与など多くの委員・役員を務めた。1920年（大正9年）7月17日、錦鶏間祗候に任じられた。また、ろう教育に力を注ぎ、1931年に聾教育振興会が成立すると理事に就任した。その他に大日本武徳会副会長も務めた。1936年（昭和11年）からは順心高等女学校（現在の広尾学園中学校・高等学校）校長を務めた。
実業方面では大阪電灯株式会社社長、共同火災海上保険株式会社社長などを歴任した。

## 栄典
- 勲章等
  - 1914年（大正3年）6月29日 - 勲三等瑞宝章[9]
  - 1915年（大正4年）11月10日 - 大礼記念章[10]
  - 1919年（大正8年）5月24日 - 勲二等旭日重光章[11]
  - 1921年（大正10年）7月1日 - 第一回国勢調査記念章[12]
  - 1940年（昭和15年）8月15日 - 紀元二千六百年祝典記念章[13]

- 外国勲章佩用允許
  - 1915年（大正4年）11月9日 - 支那共和国二等嘉禾章[14]

## 著作
- 「教育七十年を回顧して」（『文部時報』第730号、帝国地方行政学会、1941年7月）